# Vodní mlýn (Běleč nad Orlicí)
Roubený patrový Bělečský mlýn původně stával na břehu rybníka v obci Běleč nad Orlicí v okrese Hradec Králové. Silně zchátralý objekt vodního mlýna byl v roce 2003 rozebrán a použitelné části stavby byly přeneseny do skanzenu Krňovice, kde byla v letech 2009 – 2011 znovu postavena kopie mlýna s rekonstrukcí staršího mlýnského složení. Zbytky mlýna na původním místě v Bělči, které nebylo možno použít pro transfer, byly odstraněny. Přenesený mlýn je chráněn jako kulturní památka ČR. Národní památkový ústav tento mlýn uvádí v katalogu památek pod rejstříkovým číslem ÚSKP 45136/6-586.

## Popis
Bělečský mlýn je roubená patrová budova s vyřezávanou lomenicí a mansardovou střechou krytou šindelem. V průčelí mlýnské budovy jsou v každém patře dvě dvoudílná okna. Ve dvorní části je v patře dřevěná pavlač přístupná pouze z patra. Vchod do budovy mlýna je možný pouze ze dvora.  V roce 2019 je v budově mlýna v provozu expozice mlynářství.

## Galerie

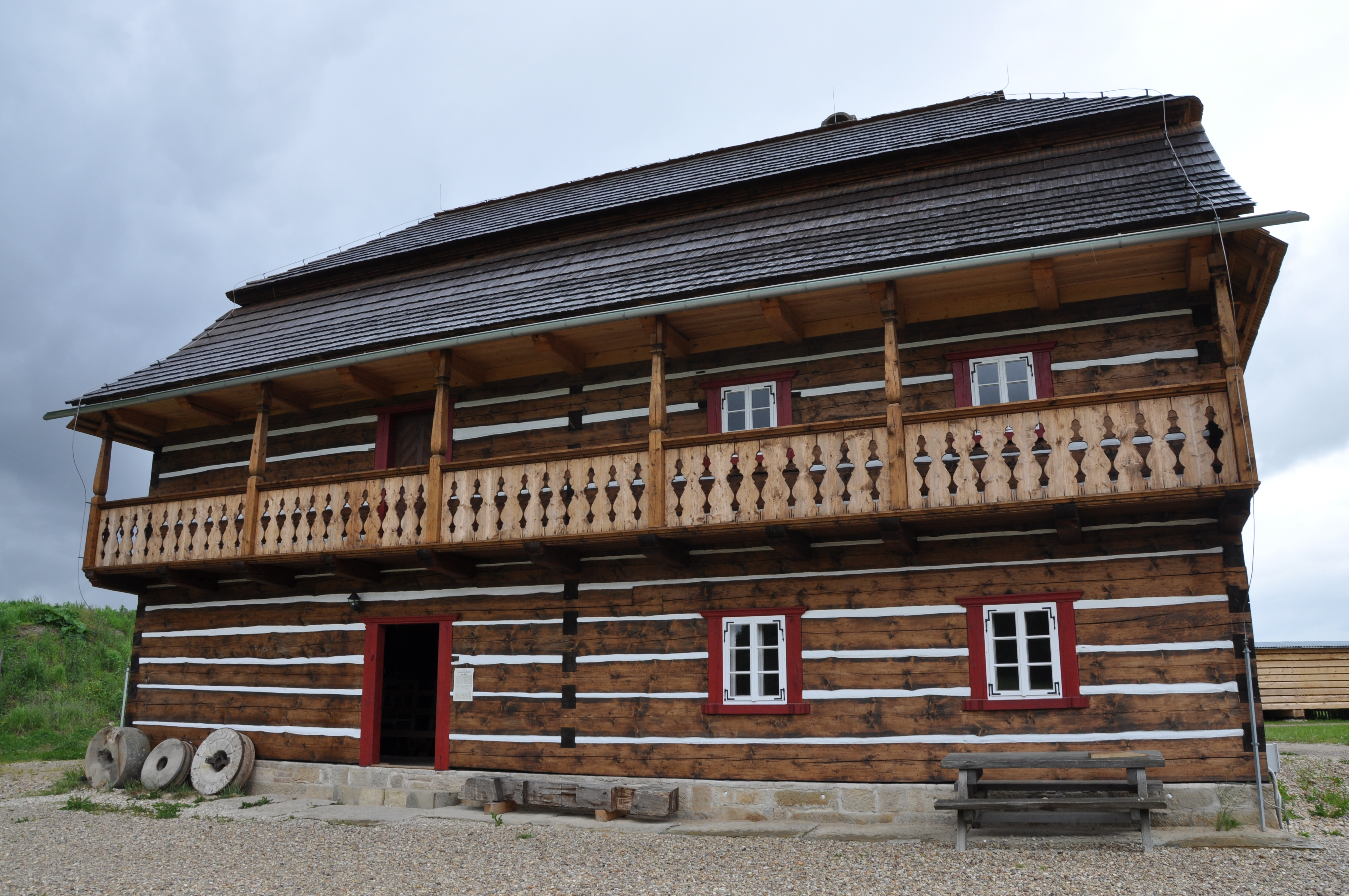
pohled na renovovaný Bělečský mlýn
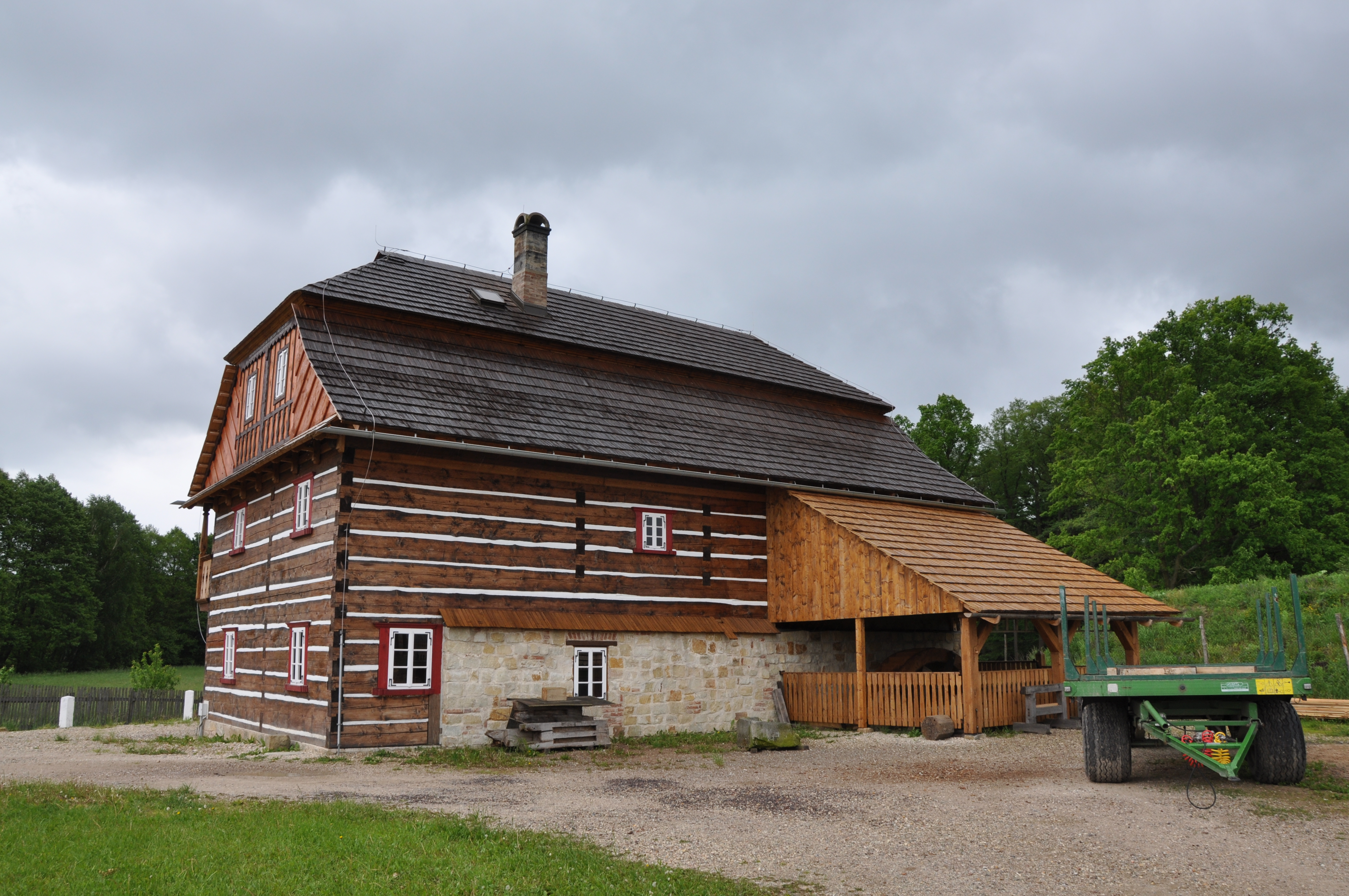
pohled na renovovaný Bělečský mlýn
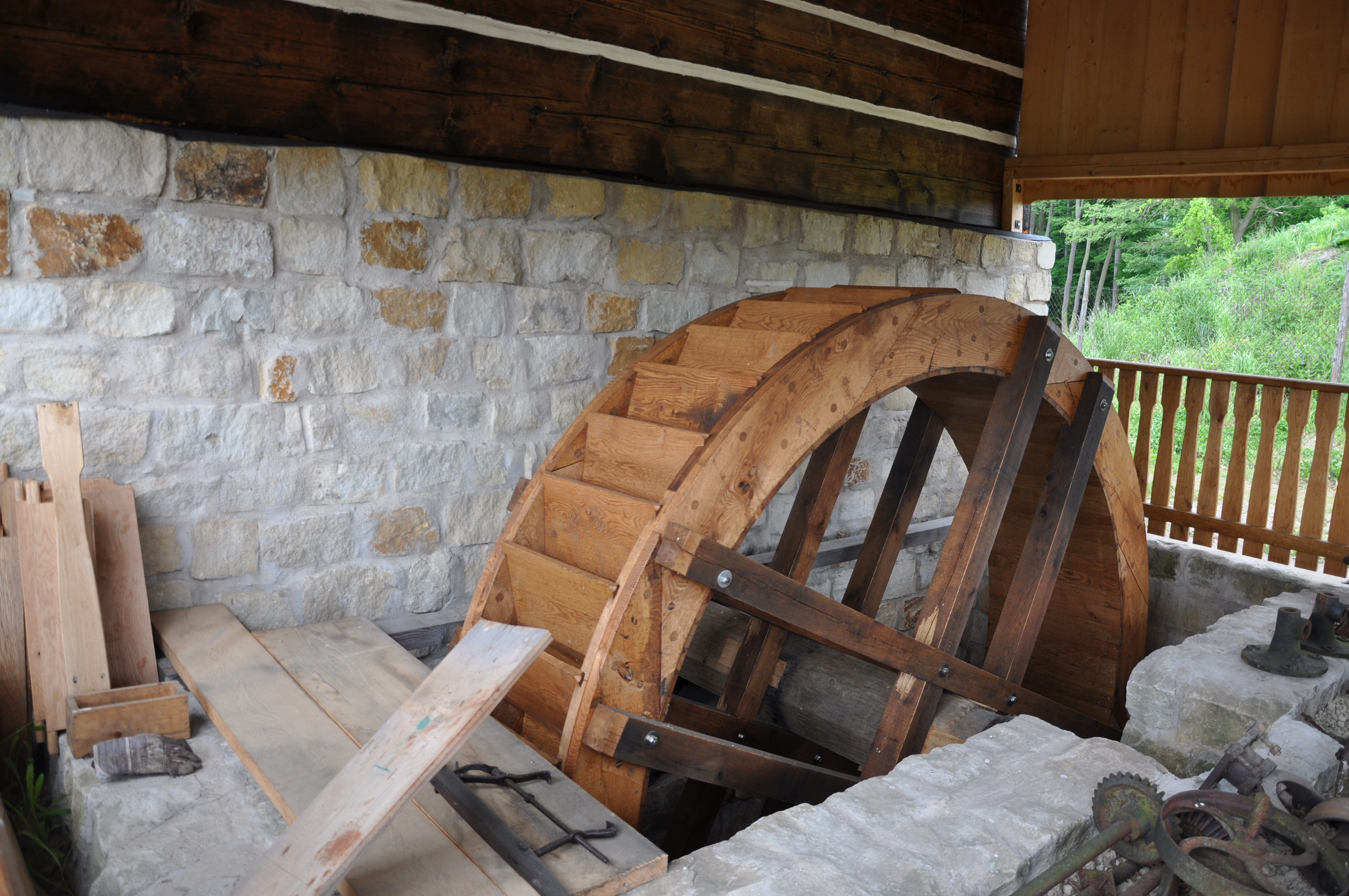
pohled na renovovaný Bělečský mlýn
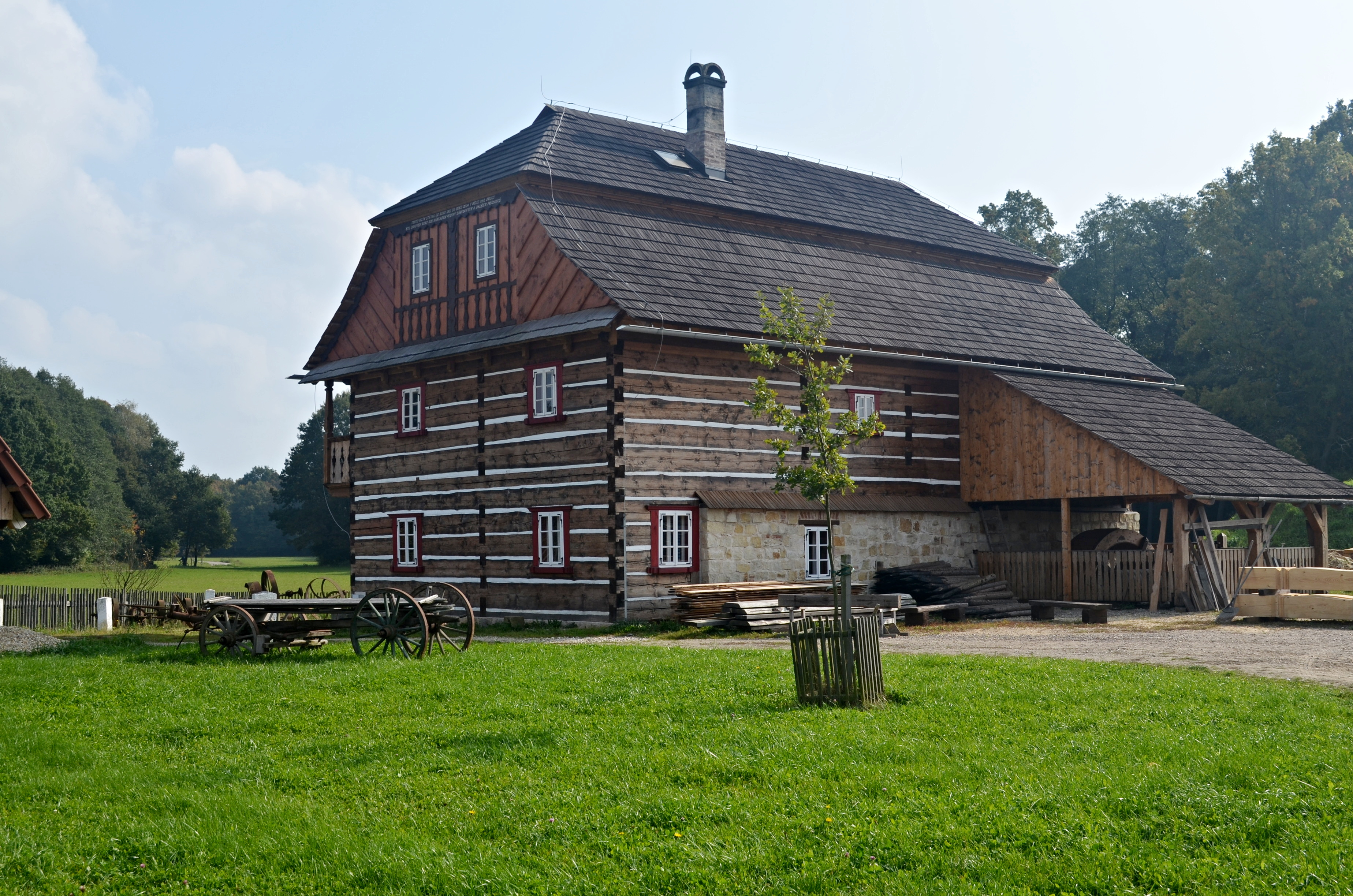
pohled na renovovaný Bělečský mlýn
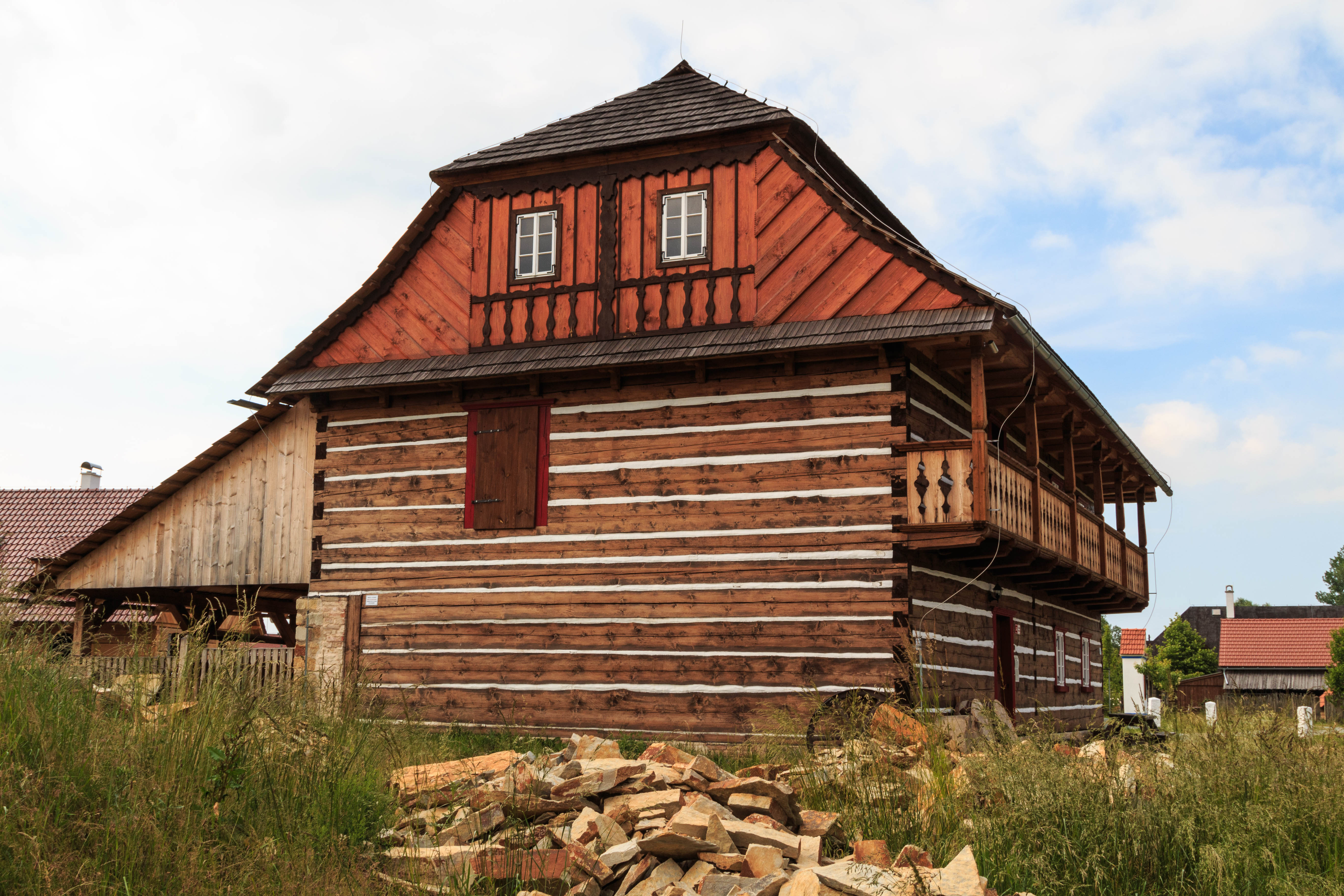
pohled na renovovaný Bělečský mlýn